# Impact Wrestling Zone
Impact Wrestling Zone er navnet på Soundstage 21 i Universal Studios Florida i Orlando, Florida. Det er her, at Total Nonstop Action Wrestling (TNA) optager mange af deres shows, heriblandt Impact Wrestling, Xplosion og en række pay-per-view-shows. 

## Historie
TNA annoncerede i maj 2004, at wrestlingorganisationen ville begynde at sende det ugentlige tv-show TNA Impact! på Fox Sports Net. TNA ville optage showet i Universal Studios som en del af en aftale med forlystelsesparken. Siden juni 2004 har TNA optaget både Impact! og organisationens andet tv-show Xplosion fra Impact! Zone. Derudover sendte TNA også alle deres pay-per-view-shows fra denne lokalitet indtil oktober 2006, hvor Bound for Glory blev sendt live fra Detroit. Der er gratis entré i TNA Impact! Zone. I maj 2011 omdøbte TNA Impact! Zone til Impact Wrestling Zone. 
| Fjernsyn | Spire Denne artikel om et tv-program er en spire som bør udbygges. Du er velkommen til at hjælpe Wikipedia ved at udvide den. |

28°28′29″N 81°28′8″V / 28.47472°N 81.46889°V